# Альперін Марк Мойсейович
Марк Мойсейович Альперін (20 червня 1916 — 9 січня 1994) — український фізик-теоретик, педагог, професор.

## Біографія
Марк  Мойсейович  Альперін народився 20 червня 1916 року в місті Одеса.
Навчався в електропрофшколі та школі фабрично-заводського учнівства (ФЗУ).
У 1938 році  закінчив фізико-математичний факультет Одеського державного університету. У 1938—1941 роках навчався в аспірантурі.
В евакуації у 1942 році захистив дисертацію «Теорія Комптон-ефекту на мезоні»  на здобуття наукового ступеня кандидата фізико-математичних наук. В 1944 році присвоєно вчене звання доцента кафедри фізики.
А 1942—1944 роках був асистентом кафедри фізики Інституту інженерів залізничного транспорту  у Ташкенті.
В 1944—1948 роках працював в Одеському політехнічному інституті.
З 1948 року працював доцентом кафедри фізики в Одеському державному педагогічному інституті імені К. Д. Ушинського.

У 1980 році підготував докторську дисертацію. В 1986 році присвоєно вчене звання професора.
В 1980—1983 роках був професором кафедри фізики, а у 1983—1994 роках — професором кафедри теоретичної фізики.
Помер 9 січня 1994 року в м. Одеса.

## Наукова діяльність
Зробив вагомий внесок у становлення теоретичної фізики в Одесі.
Займався дослідженнями в галузі квантоворелятивістської фізики.
Зробив значний внесок у розвиток галузей квантової електродинаміки та квантової електроніки. Працював над проблемами фізики дворівневих систем, розвивав теорію «над'явищ». Відкрив і досліджував вимушені коливання квантового осцилятора ще до того, як це зробив відомий американський фізик Р. Ф. Фейнман.
Розробки М. М. Альперіна випередили час і надалі відіграли важливу роль у вирішенні головних проблем атомної фізики та квантової електроніки. Створив свою наукову школу.
Наукову діяльність поєднував з викладацькою. Читав лекції з теоретичної фізики у кількох вишах (до 1967 року  був єдиним в Одесі лектором у цій галузі), вів оригінальні курси «Теоретична фізика для математиків», «Фізика ядра й елементарних часток».

### Праці
- Задачи и упражнения по теоретической физике: сборник / М. М. Альперин, Д. Н. Мазуренко. –  К. : Вища школа, 1978. — 184 с.
- Теоретична фізика. Фізика ядра та елементарних частинок: Навчальний посібник/ М. М. Альперін, Л. О.  Манакін.– К.: Вища школа, 1979. — 150 с.
- Введение в физику двухуровневых систем/ М. М. Альперин, Я. Д. Клубис, А. И. Хижняк. — К.: Наукова думка, 1987. — 219 с.
- Електронна теорія будови речовини: навчальний посібник/ М. М. Альперін, Я. Д. Клубіс, А. О. Брюханов. — Одеса: Друк, 2007. — 200 с.

## Нагороди
- Знак «Відмінник народної освіти УРСР» (1986 р.).

## Родина
- Батько: Мойсей Маркович Альперін (1881–1951) — український лікар–фтизіатр, професор, доктор медичних наук.